# Magazyn Polski
Magazyn Polski – polski miesięcznik społeczno-kulturalny, ukazujący się w latach 1957–1990. Na jego łamach publikowane były felietony, artykuły, ciekawostki i informacje ze świata sztuki, kultury, mody.

## Profil
„Magazyn Polski” był popularnym miesięcznikiem, który ukazywał się w latach 1957–1990, z krótką przerwą podczas stanu wojennego. Periodyk uznawany był, wraz z tygodnikiem „7 dni w Polsce”, za kontynuatora „Biuletynu Rozgłośni «Kraj»”. Ukazywał się od lutego 1957 do grudnia 1990 roku; ostatnim był numer 406. W późniejszym okresie wydawany przez RSW Prasa-Książka-Ruch. Pierwotnie miał stanowić źródło przedruków z prasy polskiej dla Polonii, potem zmieniono profil na czytelnika krajowego. Od numeru drugiego nosił podtytuł „magazyn przedruków“.
Pismo miało profil społeczno-kulturalny. Zawartością były w dużej mierze przedruki z krajowych magazynów i gazet oraz tłumaczenia z prasy zagranicznej, niedostępnej w PRL. „Magazyn Polski” zamawiał także własne serie felietonów, np. podróżniczych. Okładki wszystkich numerów w danym roczniku były zawsze połączone motywem przewodnim – np. rysunki satyryczne na temat kolejnych znaków zodiaku lub prezentacje mitologicznych potworów. Charakterystyczne dla pisma było jego logo – okrąg (prawie zawsze fioletowy) z wpisanym tytułem i numerem miesiąca w danym roku. Styl, treści i kieszonkowy format czasopisma spowodowały, że uznane zostało przez Bogdana Misia za polski odpowiednik „Reader’s Digest”, lepszy poziomem intelektualnym od pisma amerykańskiego.
Redakcja miesięcznika mieściła się przy ul. Koszykowej w Warszawie.
Wszystkich numerów ukazało się 406. Periodyk zlikwidowany został w 1990 roku po likwidacji wydawnictwa RSW Prasa-Książka-Ruch.
Sprzedaż
Pod koniec 1957 roku nakład kwartalny wyniósł ponad 17 000 egzemplarzy, w pierwszym kwartale 1958 roku sięgnął 24 000 sztuk, sprzedając się praktycznie w całości.

## Współpracownicy
Początkowo czasopismo krótko prowadził Leon Bielski. W 1958 roku drugim redaktorem naczelnym został Marian Kozłowski. W kolejnym roku na tym stanowisku zastąpił go Kazimierz Koźniewski, który prowadził redakcję do 1982 roku. Koźniewskiego zastąpiła Ewa Sabelanka. Redaktorem graficznym był m.in. Feliks Falk. Wśród współpracowników byli m.in. Maria Dańkowska, Zbigniew Florczak, Emilia Godlewska (pełniąca faktycznie funkcję naczelnej przez wiele lat) czy Lucjan Wolanowski.